# Подарок Сталину
«Подарок Сталину» — кинофильм производства Казахстана, России, Польши и Израиля о нелёгкой судьбе маленького еврейского мальчика Сабыра (Саши), который в 1949 году попадает в Казахстан. Здесь его спасает от смерти дедушка-казах, который заменяет ему погибших родителей. Роль пожилого Саши исполнил израильский писатель Давид Маркиш, чьи воспоминания легли в основу фильма.
Фильм получил гран-при первого международного кинофестиваля «Восток&Запад. Классика и Авангард», открыл 13-й Пусанский кинофестиваль в Корее, а черновой вариант этого фильма был показан на Берлинском и Каннском кинофестивалях. «Мы выбрали этот фильм, потому что он очень необычный: здесь есть и потрясающая, человечная история, и великолепная игра актеров, и степная романтика. Наши зрители не знакомы с казахстанским кинематографом. Вот это нас и привлекло», — прокомментировал выбор организаторов Пусанского международного кинофестиваля генеральный директор Ким Донь Хо. Приобретен в видеоархив Библиотекой Конгресса США.

## Сюжет
Казахстан, 1949 год. Новая волна репрессий — казни и депортация. Семидесятилетний юбилей Сталина. Главный герой — еврейский мальчик-сирота Саша (Сабыр) — вместе с дедом едет в Казахстан в вагоне для депортированных. По дороге дедушка умирает, а сам малыш ни на минуту не перестаёт думать об арестованных родителях. Он не подозревает, что их уже нет в живых. По прибытии в глухой казахский аул Сашу спасает от гибели путевой обходчик Касым — одинокий старик, потерявший и жену, и детей во время голода и контуженный на фронте. Он живёт в домике по соседству с красавицей Верой — бывшей узницей АЛЖИРа, ссыльным польским врачом Ежи, дунганином Фаты.
Появление мальчика скрашивает их суровые будни. Реальность жестока; люди, наделённые властью, бессердечны. Но в этом ауле Саша находит семью и друзей. Теперь он называет Касыма «ата», что значит «дедушка», начинает говорить по-казахски, поёт казахские песни. Шаманка, которая провела обряд возвращения мальчика к жизни, дала ему второе имя — Сабыр (каз. терпеливый).
Однажды Сабыр видит в газете статью о юбилее Сталина. Все советские дети хотят преподнести вождю лучший подарок ко дню рождения. Саша же считает, что его «сюрприз», его любимый ягнёнок Кипяток (так он его назвал), поможет вернуть родителей. Но вскоре происходит свадьба Ежи и Верки, на которую приходит пьяный участковый милиционер Балгабай, и во время драки с Балгабаем Ежи погибает. После его смерти кто-то убивает Балгабая. По подозрению в убийстве арестовывают шайку беспризорников, у которых был найден пистолет, и казахского парня, чью возлюбленную изнасиловал Балгабай. В список «подозреваемых» мог бы попасть сам Саша/Сабыр, если бы Касым не отправил его на поезде в Одессу, к его родственникам. Перед отъездом Касым даёт Саше фотографию его родителей, на обратной стороне которой были написаны адреса его родственников, и старый молитвенник его деда; эти вещи дед отдал Саше перед смертью. К тому времени уже был приготовлен грандиозный подарок Сталину. Им стало испытание первой советской атомной бомбы, прошедшее 29 августа 1949 года вблизи того аула, где жили Саша, Касым и другие персонажи фильма.
Через многие годы, примерно в настоящее время, совершив паломничество в Иерусалим, он совершает ещё одно «паломничество», в ещё одно святое для него место — в тот самый аул (точнее — на то место, где стоял тот аул, так как после ядерного взрыва ни от него, ни от его жителей практически ничего не осталось, кроме мемориальных плит на могилах), навсегда оставшийся в его памяти.

## В ролях
- Дален Шинтемиров — Саша
- Екатерина Редникова — Верка
- Нуржуман Ихтымбаев — Касым
- Александр Баширов — майор МГБ
- Бахтияр Кожа — Балгабай
- Вальдемар Шчепаняк — Ежи Домбровский
- Давид Маркиш — взрослый Саша
- Касым Жакибаев — шаман
- Асель Садвакасова — казахская девушка
- Лейла Сальменова — казахская девочка (читала стихи Абая в конце фильма)